# Kobi Marimi

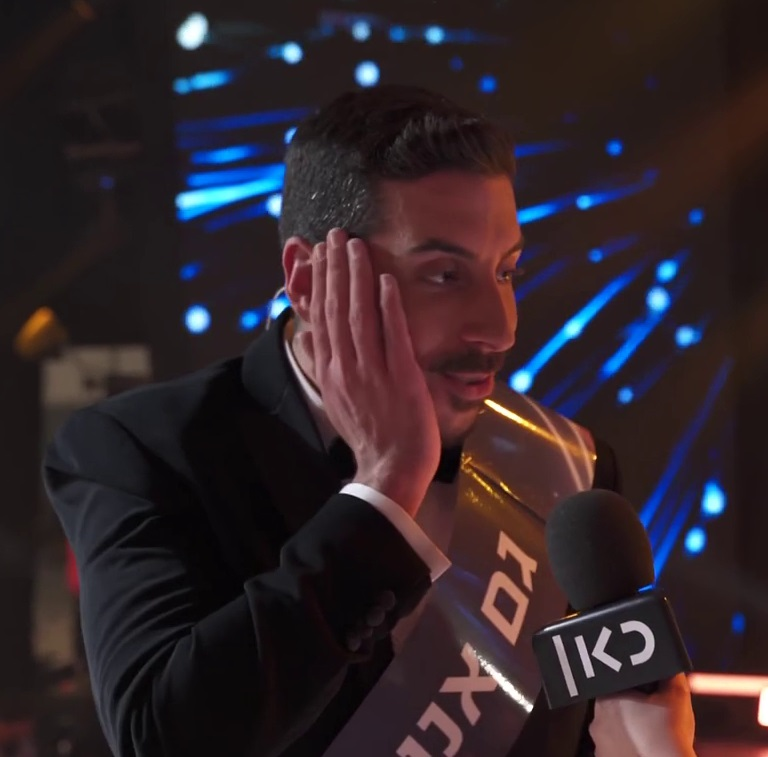
Kobi Marimi (2019)

Kobi Marimi (hebräisch קובי מרימי; * 1991 in Ramat Gan) ist ein israelischer Sänger und Schauspieler.

## Leben und Karriere
Er wurde in Ramat Gan geboren und wuchs dort auf. Er studierte an der Schauspielschule Nissan Nativ Acting Studio.
Marimi gewann den Preis für den vielversprechendsten Schauspieler des israelischen Musical Theatre Festival.
2019 gewann er HaKokhav HaBa L’Eurovizion, die israelische Vorentscheidung, und vertrat somit sein Land mit dem Lied Home beim Eurovision Song Contest in Tel Aviv. Er erreichte dort den 23. Platz im Finale, für das er automatisch qualifiziert war.
Marimi ist ledig und lebt in Tel Aviv, wo er in einer Cocktailbar arbeitet.

## Diskografie

### Singles
- 2019: Home
- 2019: Yalla Bye
- 2020: Lo Levad
- 2021: יוצא מזה
- 2022: שתי דקות
- 2022: Amen (mit Molla)
- 2023: אבא שלי